# Phobos (satelit)
Phobos (/'fo.bos/; desemnare sistematică: Marte I) este cel mai interior și mai mare dintre cei doi sateliți naturali ai lui Marte,  celălalt fiind Deimos. Ambii sateliți au fost descoperiți în 1877 de astronomul american Asaph Hall. Phobos este numit după zeitatea greacă Phobos, un fiu al lui Ares (Marte) și fratele geamăn al lui Deimos.
Phobos este un obiect mic, de formă neregulată, cu o rază medie de 11 kilometri (6,8 mi). Phobos orbitează la 6.000 kilometri (3.700 mi) de la suprafața marțiană, mai aproape de corpul său primar decât orice alt satelit planetar cunoscut. Este atât de aproape încât îl orbitează pe Marte mult mai repede decât Marte se rotește și finalizează o orbită în doar 7 ore și 39 de minute. Ca rezultat, de pe suprafața lui Marte pare să răsară în vest, să se deplaseze pe cer în 4 ore și 15 minute sau mai puțin și să apună în est, de două ori pe zi marțiană.
Phobos este unul dintre corpurile cel mai puțin reflectorizante din Sistemul Solar, cu un albedo de doar 0,071. Temperaturile la suprafață variază de la aproximativ −4 °C (25 °F) pe partea luminată de soare la −112 °C (−170 °F) pe partea umbrită.  Caracteristica definitorie a suprafeței este craterul mare, Stickney, care ocupă o proporție substanțială din suprafața satelitului.Suprafața găzduiește, de asemenea, multe șanțuri, existând numeroase teorii cu privire la modul în care acestea s-au format.
Imaginile și modelele indică faptul că Phobos poate fi un morman de moloz ținut împreună de o scoarță subțire care este ruptă de interacțiunile mareice.  Phobos se apropie de Marte cu aproximativ 2 centimetri pe an și se prevede că în 30 până la 50 de milioane de ani fie se va ciocni cu planeta, fie se va destrăma într-un inel planetar.

## Descoperire

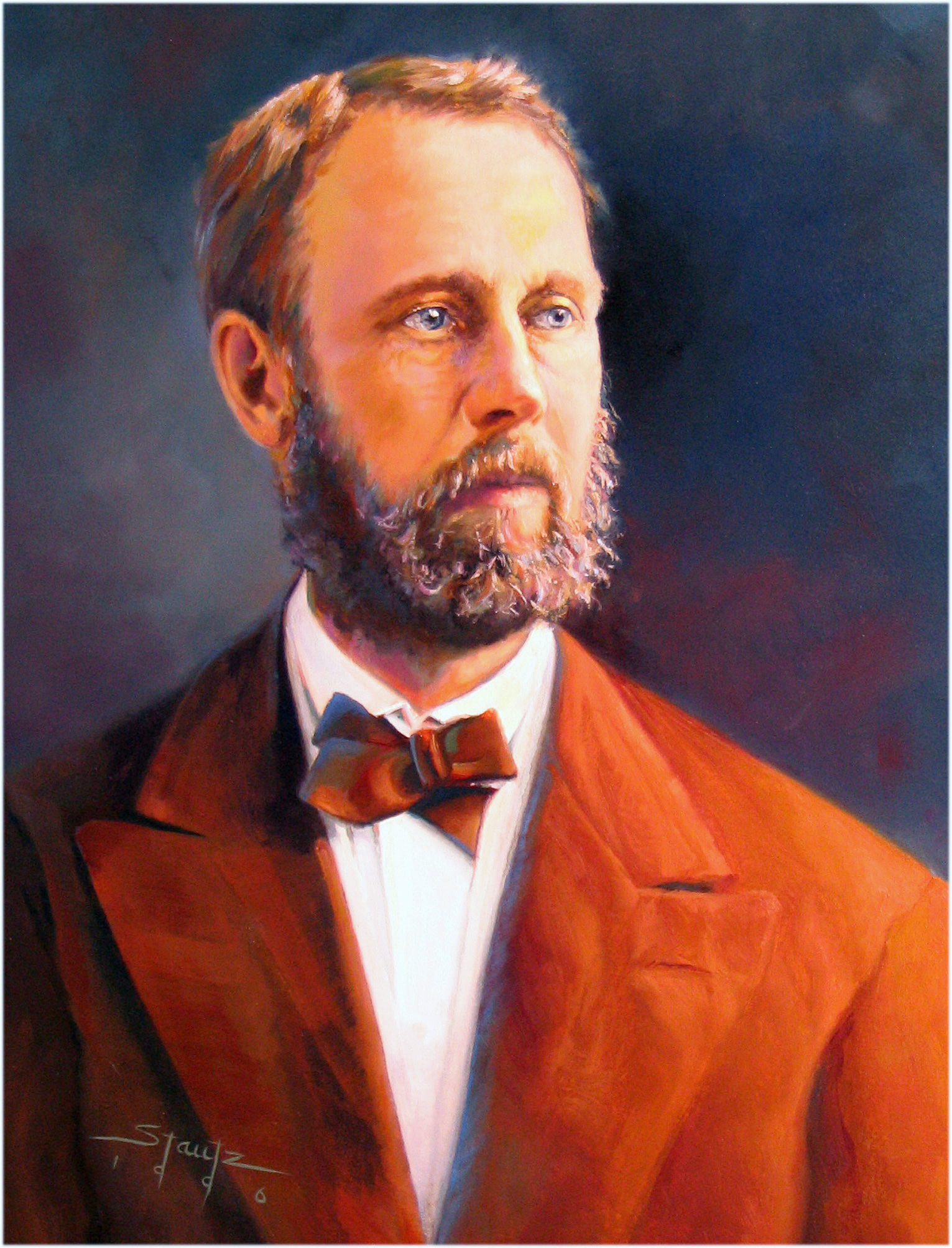
Asaph Hall III, descoperitorul lui Phobos

Phobos a fost descoperit de astronomul Asaph Hall pe 18 august 1877 la Observatorul Naval al Statelor Unite din Washington, DC, în jurul orei 09:14 Greenwich Mean Time. (Sursele contemporane, folosind convenția astronomică de dinainte de 1925, care a început ziua la prânz,  dau ora descoperirii ca 17 august la 16:06, ora medie a Washingtonului, adică 18 august 04:06 în convenția modernă.)    Hall îl descoperise pe Deimos, celălalt satelit al lui Marte, cu câteva zile mai devreme, pe 12 august 1877, la aproximativ 07:48 UTC. Numele, scrise inițial Phobus și, respectiv, Deimus, au fost sugerate de Henry Madan (1838–1901), maestru de științe la Eton College, bazat pe mitologia greacă, în care Phobos este un însoțitor al zeului Ares. 

## Caracteristici fizice
Phobos are dimensiuni de 27 km × 22 km × 18 km, și are prea puțină masă pentru a fi rotunjit sub propria gravitație. Phobos nu are atmosferă datorită masei sale reduse și gravitației scăzute.  Este unul dintre cele mai puțin reflectorizante corpuri din Sistemul Solar, cu un albedo de aproximativ 0,071. Spectrele în infraroșu arată că are material bogat în carbon găsit în condritele carbonice și compoziția sa prezintă asemănări cu cea a suprafeței lui Marte.  Densitatea lui Phobos este prea mică pentru a fi rocă solidă și se știe că are o porozitate semnificativă.    Aceste rezultate au condus la sugestia că Phobos ar putea conține un rezervor substanțial de gheață. Observațiile spectrale indică faptul că stratul de regolit de suprafață nu este hidratat,   dar posibilitatea gheții de sub regolit nu este exclusă.  

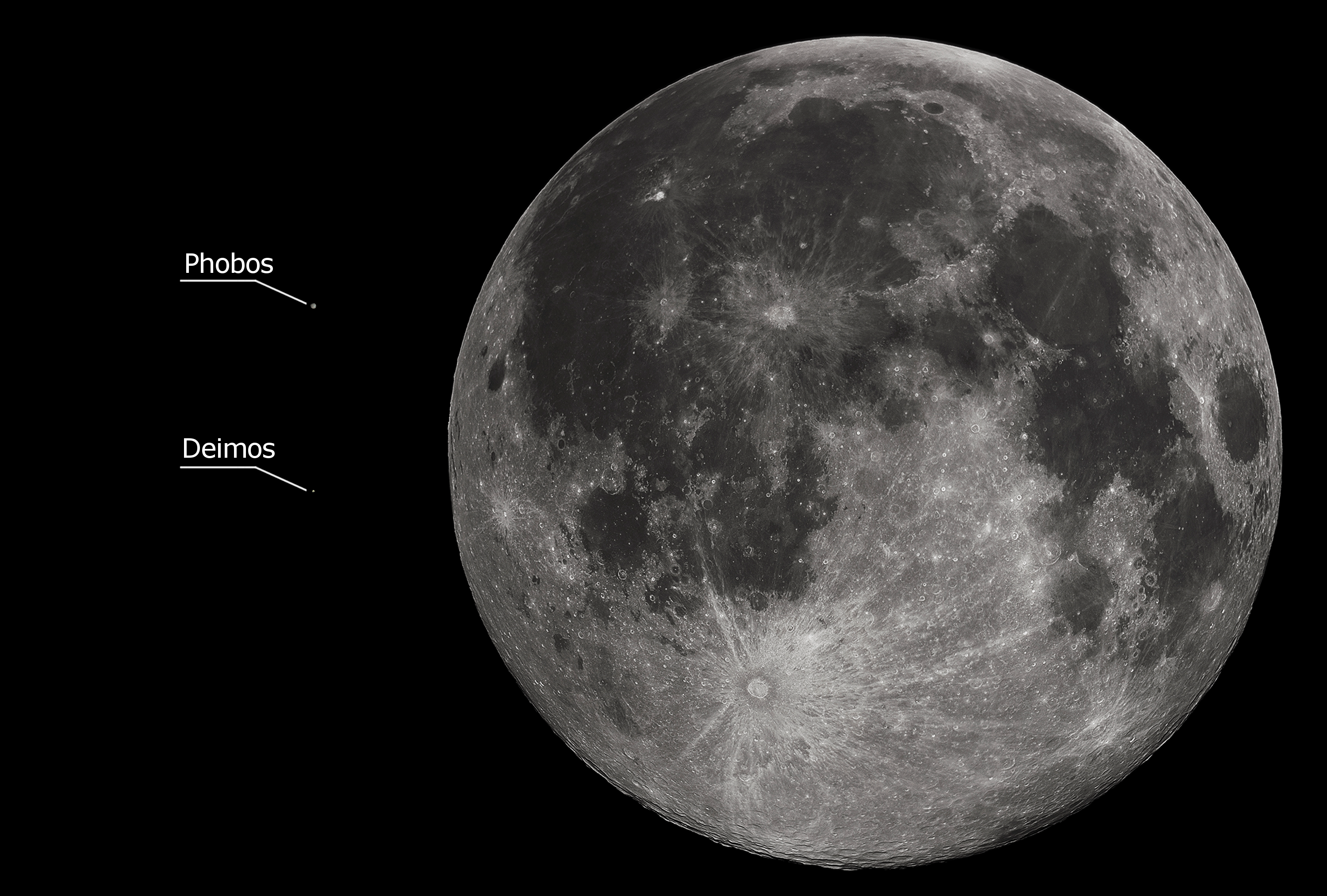
Comparație de mărime între Phobos, Deimos și Luna (dreapta)

Spre deosebire de Deimos, Phobos are multe cratere , unul dintre cratere de lângă ecuator având un vârf central, în ciuda dimensiunii mici a satelitului.  Cel mai proeminent dintre acestea este craterul, Stickney (numit după soția lui Asaph Hall, Angeline Stickney Hall, Stickney fiind numele ei de fată), un crater mare de aproximativ 9 kilometri (5,6 mi) în diametru, ocupând o proporție substanțială din suprafața satelitului. Ca și în cazul craterului Herschel al lui Mimas, impactul care a creat Stickney trebuie să-l fi aproape spulberat pe Phobos. 
Multe canale și dungi acoperă, de asemenea, suprafața cu formă ciudată. Canalele sunt de obicei mai mici de 30 metri (98 ft) adâncime, 100 la 200 metri (330 la 660 ft) lățime și până la 20 kilometri (12 mi) în lungime și inițial s-a presupus că ar fi fost rezultatul aceluiași impact care a creat Stickney. Analiza rezultatelor de la sonda spațială Mars Express a dezvăluit însă că șanțurile nu sunt de fapt radiale față de Stickney, ci sunt centrate pe vârful posterior al Phobos pe orbita sa (care nu este departe de Stickney). Cercetătorii bănuiesc că au fost excavate de materialul aruncat în spațiu în urma impacturilor pe suprafața lui Marte. Șanțurile s-au format astfel ca lanțuri de cratere și toate se estompează pe măsură ce se apropie vârful posterior al Phobos. Au fost grupați în 12 sau mai multe familii de diferite vârste, reprezentând probabil cel puțin 12 evenimente de impact marțiane.  Cu toate acestea, în noiembrie 2018, în urma unei analize suplimentare de probabilitate computațională, astronomii au concluzionat că numeroasele șanțuri de pe Phobos au fost cauzate de bolovani, aruncați din impactul asteroidului care a creat craterul Stickney. Acești bolovani s-au rostogolit într-un model previzibil pe suprafața satelitului.  
Inele slabe de praf produse de Phobos și Deimos au fost prezise de mult timp, dar încercările de a observa aceste inele au eșuat, până în prezent.  Imaginile recente de la Mars Global Surveyor indică faptul că Phobos este acoperit cu un strat de regolit cu granulație fină de cel puțin 100 de metri grosime; se presupune că ar fi fost creat de impacturi de la alte corpuri, dar nu se știe cum materialul s-a lipit de un obiect aproape fără gravitație. 
Meteoritul unic Kaidun care a căzut pe o bază militară sovietică din Yemen în 1980 a creat ipoteza de a fi o bucată din Phobos, dar acest lucru a fost dificil de verificat deoarece se cunosc puține despre compoziția exactă a Phobos.  

### Ipoteza „Phobos Gol” a lui Shklovsky
La sfârșitul anilor 1950 și 1960, caracteristicile orbitale neobișnuite ale lui Phobos au condus la speculații că ar putea fi gol pe interior. În jurul anului 1958, astrofizicianul rus Iosif Samuilovici Shklovsky, studiind accelerația seculară a mișcării orbitale a lui Phobos, a sugerat o structură de „foaie subțire de metal” pentru Phobos, sugestie care a condus la speculații că Phobos ar fi de origine artificială.  Shklovsky și-a bazat analiza pe estimări ale densității atmosferei marțiane superioare și a dedus că, pentru ca efectul de frânare slab să poată explica accelerația seculară, Phobos trebuia să fie foarte ușor - un calcul a dat o sferă goală de fier de 16 kilometri (9,9 mi) dar mai puțin de 6 cm în grosime.   Într-o scrisoare din februarie 1960 către jurnalul Astronautics,  Fred Singer, pe atunci consilier științific al președintelui american Dwight D. Eisenhower, spunea despre teoria lui Shklovsky:
„Dacă satelitul într-adevăr se apropie spre Marte, așa cum se deduce din observația astronomică, atunci există puține alternative la ipoteza că este gol și, prin urmare, este făcut de marțieni. Marele „dacă” constă în observațiile astronomice; s-ar putea să fie o eroare. Deoarece se bazează pe mai multe seturi independente de măsurători luate la distanță de zeci de ani de către diferiți observatori cu instrumente diferite, erorile sistematice le-ar fi influențat.”
Ulterior, erorile sistematice ale datelor pe care Singer le-a prezis s-au dovedit a exista, iar afirmația a fost pusă la îndoială , iar măsurătorile precise ale orbitei disponibile până în 1969 au arătat că discrepanța nu a existat.  Critica lui Singer a fost justificată când s-a descoperit că studiile anterioare au folosit o valoare supraestimată de 5 cm/an pentru rata de pierdere de altitudine, care a fost revizuită ulterior la 1,8 cm/an.  Accelerația seculară este acum atribuită efectelor mareice,  care nu au fost luate în considerare în studiile anterioare. 
Densitatea lui Phobos a fost acum măsurată direct de către nave spațiale la 1,887 g/cm 3.  Observațiile actuale sunt în concordanță cu Phobos fiind o grămadă de moloz.  În plus, imaginile obținute de sondele Viking în anii 1970 au arătat în mod clar un obiect natural, nu unul artificial. Cu toate acestea, cartografierea efectuată de sonda Mars Express și calculele de volum ulterioare sugerează prezența golurilor și indică faptul că nu este o bucată solidă de rocă, ci un corp poros.  Porozitatea lui Phobos a fost calculată a fi de 30% ± 5%, sau un sfert până la o treime fiind gol. 

### Forme de relief numite
Formele de relief de pe Phobos sunt numite după astronomii care l-au studiat pe Phobos și oamenii și locurile din Călătoriile lui Gulliver a lui Jonathan Swift. 

#### Cratere de pe Phobos
Un număr de cratere au fost numite și sunt enumerate în tabelul următor. 
| Crater    | Coordonate                      | Diametru(km) | Anul aprobării | Eponim | Referință |
| --------- | ------------------------------- | ------------ | -------------- | --- | --------- |
| Clustril  | 60°N 91°V / 60°N 91°V           | 3.4          | 2006           | Personaj din Lilliput care l-a informat pe Flimnap că soția lui l-a vizitat pe Gulliver în privat în romanul lui Jonathan Swift Călătoriile lui Gulliver                      | WGPSN     |
| D'Arrest  | 39°S 179°V / 39°S 179°V         | 2.1          | 1973           | Heinrich Louis d'Arrest; astronom german/danez (1822–1875) | WGPSN     |
| Drunlo    | 36°30′N 92°00′W / 36.5°N 92°V   | 4.2          | 2006           | Personaj din Lilliput care l-a informat pe Flimnap că soția lui l-a vizitat pe Gulliver în privat în Călătoriile lui Gulliver                                                 | WGPSN     |
| Flimnap   | 60°N 10°E / 60°N 10°E           | 1.5          | 2006           | Trezorier din Lilliput în Călătoriile lui Gulliver | WGPSN     |
| Grildrig  | 81°N 165°E / 81°N 165°E         | 2.6          | 2006           | Numele dat lui Gulliver de fiica fermierului Glumdalclitch în țara uriașilor Brobdingnag în Călătoriile lui Gulliver                                                          | WGPSN     |
| Gulliver  | 62°N 163°V / 62°N 163°V         | 5.5          | 2006           | Lemuel Gulliver; căpitan chirurg și călător în Călătoriile lui Gulliver | WGPSN     |
| Hall      | 80°S 150°E / 80°S 150°E         | 5.4          | 1973           | Asaph Hall; astronom american care i-a descoperit pe Phobos și Deimos (1829–1907)                                                                                             | WGPSN     |
| Limtoc    | 11°S 54°V / 11°S 54°V           | 2            | 2006           | General în Lilliput care a pregătit articole de acuzare împotriva lui Gulliver în Călătoriile lui Gulliver                                                                    | WGPSN     |
| Öpik      | 7°S 63°E / 7°S 63°E             | 2            | 2011           | Ernst J. Öpik, astronom estonian (1893–1985) | WGPSN     |
| Reldresal | 41°N 39°V / 41°N 39°V           | 2.9          | 2006           | Secretar pentru afaceri private în Lilliput; Prietenul lui Gulliver în Călătoriile lui Gulliver                                                                               | WGPSN     |
| Roche     | 53°N 177°E / 53°N 177°E         | 2.3          | 1973           | Édouard Roche; astronom francez (1820–1883) | WGPSN     |
| Sharpless | 27°30′S 154°00′W / 27.5°S 154°V | 1.8          | 1973           | Bevan Sharpless; astronom american (1904–1950) | WGPSN     |
| Shklovsky | 24°N 112°E / 24°N 112°E         | 2            | 2011           | Iosif Shklovsky, astronom sovietic (1916–1985) | WGPSN     |
| Skyresh   | 52°30′N 40°00′E / 52.5°N 40°E   | 1.5          | 2006           | Skyresh Bolgolam; Înaltul Amiral al consiliului Lilliput care s-a opus pledoariei lui Gulliver pentru libertate și l-a acuzat că este un trădător în Călătoriile lui Gulliver | WGPSN     |
| Stickney  | 1°N 49°V / 1°N 49°V             | 9            | 1973           | Angeline Stickney (1830–1892); soția astronomului american Asaph Hall (mai sus)                                                                                               | WGPSN     |
| Todd      | 9°S 153°V / 9°S 153°V           | 2.6          | 1973           | David Peck Todd; astronom american (1855–1939) | WGPSN     |
| Wendell   | 1°S 132°V / 1°S 132°V           | 1.7          | 1973           | Oliver Wendell; astronom american (1845–1912) | WGPSN     |

#### Alte forme de relief numite
Există o regiune numită, Laputa Regio, și o planitia numită, Lagado Planitia ; ambele sunt numite după locuri din Călătoriile lui Gulliver (Laputa este fictivă, o insulă zburătoare, și Lagado, capitala imaginară a națiunii fictive Balnibarbi).  Singura creastă numită de pe Phobos este Kepler Dorsum, numită după astronomul Johannes Kepler. 

## Caracteristici orbitale

Orbitele lui Phobos și Deimos. Phobos face aproximativ patru orbite pentru fiecare făcută de Deimos.

Mișcarea orbitală a lui Phobos a fost studiată intens, făcându-l „cel mai bine studiat satelit natural din Sistemul Solar” în ceea ce privește orbitele finalizate.  Orbita sa apropiată în jurul lui Marte produce unele efecte neobișnuite. Cu o altitudine de 5.989 kilometri (3.721 mi), Phobos îl orbitează pe Marte sub raza orbitei sincrone, ceea ce înseamnă că se mișcă în jurul lui Marte mai repede decât Marte însuși se rotește.  Prin urmare, din punctul de vedere al unui observator de pe suprafața lui Marte, acesta răsare în vest, se mișcă relativ rapid pe cer (în 4 h 15 min sau mai puțin) și apune în est, aproximativ de două ori în fiecare zi marțiană (o dată la 11 h 6 min). Deoarece este aproape de suprafață și pe o orbită ecuatorială, nu poate fi văzut deasupra orizontului de la latitudini mai mari de 70,4°. Orbita sa este atât de mică încât diametrul său unghiular, așa cum este văzut de un observator de pe Marte, variază vizibil în funcție de poziția sa pe cer. Văzut la orizont, Phobos are aproximativ 0,14° lățime; la zenit are 0,20°, o treime din lățimea Lunii pline văzută de pe Pământ. Prin comparație, Soarele are o dimensiune aparentă de aproximativ 0,35° pe cerul marțian. Fazele lui Phobos, în măsura în care pot fi observate de pe Marte, durează 0,3191 zile (perioada sinodică a lui Phobos), cu doar 13 secunde mai mult decât perioada siderală a lui Phobos. După cum este văzut de pe Phobos, Marte ar părea de 6.400 de ori mai mare și de 2.500 de ori mai strălucitor decât apare Luna plină de pe Pământ, ocupând un sfert din lățimea unei emisfere cerești. 

### Tranzite solare
Un observator situat pe suprafața marțiană, în poziție să-l observe pe Phobos, ar vedea tranzite regulate ale lui Phobos peste Soare. Mai multe dintre aceste tranzite au fost fotografiate de roverul Opportunity. În timpul tranzitelor, umbra lui Phobos pargurge suprafața lui Marte; un eveniment care a fost fotografiat de mai multe nave spațiale. Phobos nu este suficient de mare pentru a acoperi discul Soarelui și, prin urmare, nu poate provoca o eclipsă totală. 
5 Martie, 2024: NASA a lansat imagini cu tranzitele sateliților Deimos și Phobos și ale planetei Mercur, așa cum sunt văzute de rover-ul Perseverance de pe planeta Marte.

### Distrugere prezisă
Decelerația mareică reduce treptat raza orbitală a lui Phobos cu aproximativ doi metri la fiecare 100 de ani,  și odată cu scăderea razei orbitale crește probabilitatea destrămării din cauza forțelor mareice, estimată în aproximativ 30–50 de milioane de ani, , estimarea unui studiu fiind de aproximativ 43 de milioane de ani.
Canalele de pe Phobos au fost mult timp considerate a fi fracturi cauzate de impactul care a format craterul Stickney. Alte modelări sugerate încă din anii 1970 susțin ideea că șanțurile sunt mai mult ca „vergeturi” care apar atunci când Phobos este deformat de forțele mareice, dar în 2015, când forțele mareice au fost calculate și utilizate într-un nou model, tensiunile au fost prea slabe. pentru a fractura un satelit solid de această dimensiune, cu excepția cazului în care Phobos este o grămadă de moloz înconjurată de un strat de regolit pudră de aproximativ 100 metri (330 ft) grosime. Fracturile de tensiune calculate pentru acest model se aliniază cu șanțurile de pe Phobos. Modelul este susținut de descoperirea că unele dintre canale sunt mai tinere decât altele, ceea ce implică faptul că procesul care produce canalele este în desfășurare.  
Având în vedere forma neregulată a lui Phobos și presupunând că este o grămadă de moloz (mai specific un corp Mohr-Coulomb), acesta se va destrăma în cele din urmă din cauza forțelor mareice când va ajunge la aproximativ 2,1 raze ale lui Marte.  Când Phobos este destrămat, va forma un inel planetar în jurul lui Marte.  Acest inel prezis poate dura de la 1 milion până la 100 de milioane de ani. Fracția din masa de Phobos care va forma inelul depinde de structura internă necunoscută a lui Phobos. Materialul liber, slab compactat va forma inelul. Componentele lui Phobos cu o coeziune puternică vor scăpa de destrămarea mareică și vor intra în atmosfera marțiană. 

## Origine

Animație care ilustrează originea din centura de asteroizi a satelițior

Originea sateliților marțieni a fost disputată. Phobos și Deimos au multe în comun cu asteroizii carbonici de tip C, cu spectre, albedo și densitate foarte asemănătoare cu cele ale asteroizilor de tip C sau D. Pe baza asemănării lor, o ipoteză este că ambii sateliți ar putea fi asteroizi capturați din centura de asteroizi. Ambii sateliți au orbite foarte circulare care se află aproape exact în planul ecuatorial al lui Marte și, prin urmare, o origine de captare necesită un mecanism de circularizare a orbitei inițial extrem de excentrice și ajustarea înclinării acesteia în planul ecuatorial, cel mai probabil printr-o combinație de rezistență atmosferică și forțe mareice, deși nu este clar dacă este suficient timp disponibil pentru ca acest lucru să se întâmple pentru Deimos. Captarea necesită, de asemenea, disiparea energiei. Atmosfera actuală a lui Marte este prea subțire pentru a captura un obiect de dimensiunea lui Phobos prin frânare atmosferică. Geoffrey Landis a subliniat că capturarea ar fi putut avea loc dacă corpul original ar fi fost un asteroid binar care s-a separat sub forțele mareice. 
Phobos ar putea fi un obiect din sistemul solar de a doua generație care s-a format pe orbită după formarea lui Marte, mai degrabă decât să se formeze concomitent din același nor de naștere ca Marte. 
O altă ipoteză este că Marte a fost odată înconjurat de multe corpuri de dimensiunea lui Phobos și Deimos, probabil aruncate pe orbită în jurul lui printr-o coliziune cu un planetezimal mare. Porozitatea ridicată a interiorului lui Phobos (pe baza densității de 1,88 g/cm3 golurile sunt estimate a cuprinde 25 până la 35% din volumul lui Phobos) este incompatibilă cu o origine asteroidiană. Observațiile lui Phobos în infraroșu termic sugerează o compoziție care conține în principal filosilicați, care sunt bine cunoscuți de pe suprafața lui Marte. Spectrele sunt distincte de cele ale tuturor claselor de meteoriți condriți, arătând împotriva unei origini asteroidiene. Ambele seturi de descoperiri susțin o origine a lui Phobos din materialul aruncat de un impact pe Marte care s-a reacretat pe orbită marțiană, similar cu teoria predominantă pentru originea Lunii Pământului.
Unele zone ale suprafeței s-au dovedit a fi de culoare roșiatică, în timp ce altele sunt albăstrui. Ipoteza este că forța gravitațională de pe Marte face ca regolitul roșcat să se miște peste suprafață, expunând material relativ proaspăt, neintemperat și albăstrui de pe satelit, în timp ce regolitul care îl acoperă de-a lungul timpului a fost deteriorat din cauza expunerii la radiația solară. Deoarece roca albastră diferă de roca marțiană cunoscută, ar putea contrazice teoria conform căreia satlelitul este format din material planetar rămas după impactul unui obiect mare. 
Cel mai recent, Amirhossein Bagheri (ETH Zurich), Amir Khan (ETH Zurich) și Michael Efroimsky (US Naval Observatory), au propus o nouă ipoteză cu privire la originea sateliților. Analizând datele seismice și orbitale din Misiunea Mars InSight și din alte misiuni, ei au propus că sateliții se nasc din perturbarea unui corp părinte comun cu aproximativ 1 până la 2,7 miliarde de ani în urmă. Progenitorul comun al lui Phobos și Deimos a fost, cel mai probabil, lovit de un alt obiect și distrus pentru a-i forma pe Phobos și Deimos. 

## Explorare

### Misiuni lansate

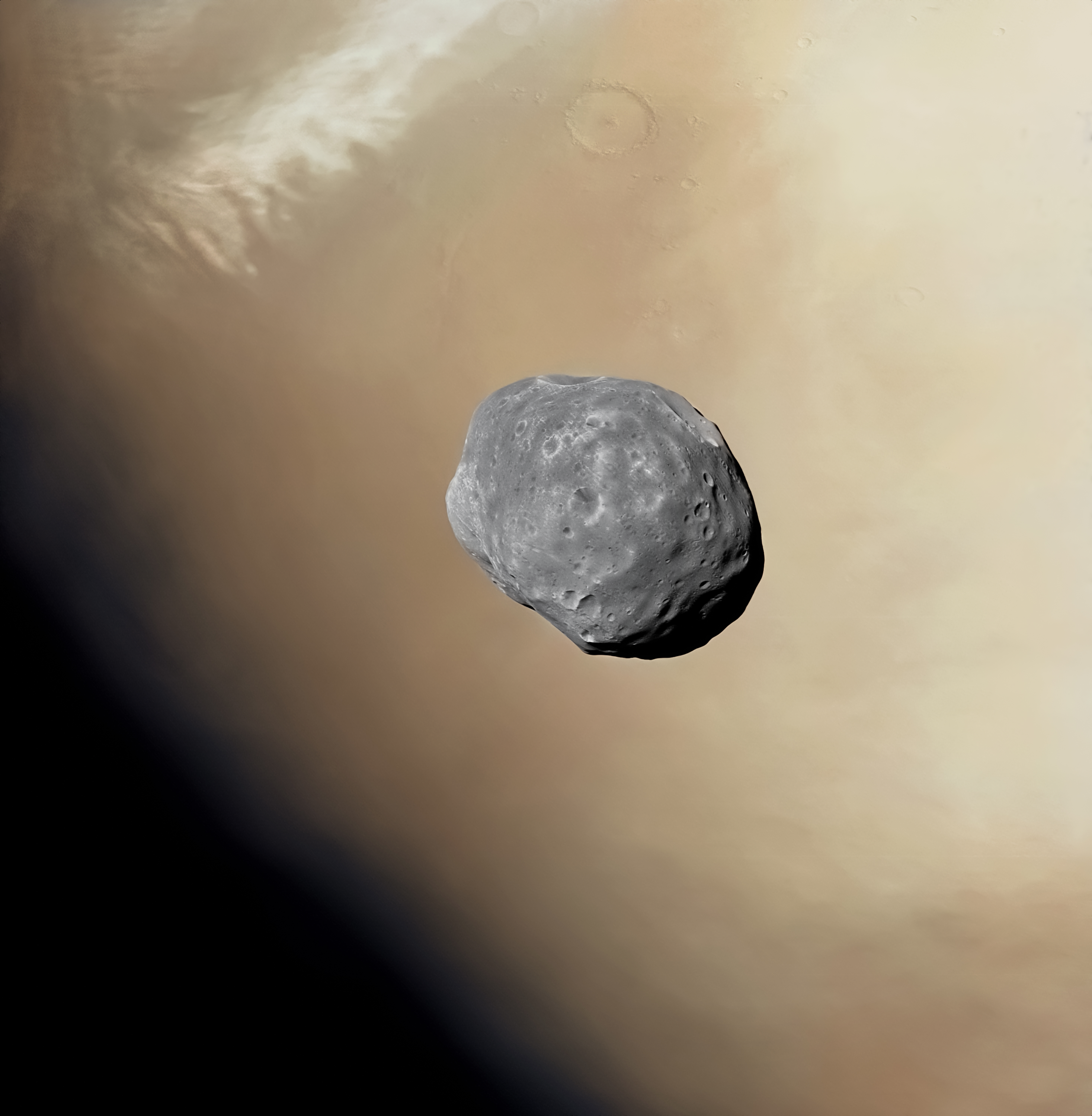
Phobos peste Marte, fotografiat de Mars Express al ESA

Phobos a fost fotografiat de aproape de mai multe nave spațiale a căror misiune principală a fost să-l fotografieze pe Marte. Primul a fost Mariner 7 în 1969, urmat de Mariner 9 în 1971, Viking 1 în 1977, Phobos 2 în 1989  Mars Global Surveyor în 1998 și 2003, Mars Express în 2004, 2008, 2010 și 2020  Mars Reconnaissance Orbiter în 2007 și 2008. Pe 25 august 2005, roverul Spirit, cu un exces de energie din cauza vântului care suflă praful de pe panourile solare, a făcut mai multe fotografii cu expunere scurtă ale cerului nocturn de pe suprafața lui Marte și a reușit să-i fotografieze cu succes atât pe Phobos, cât și pe Deimos. 
Uniunea Sovietică a întreprins programul Phobos cu două sonde, ambele lansate cu succes în iulie 1988. Phobos 1 a fost oprit accidental de o comandă eronată de la controlul de la sol emisă în septembrie 1988 și a fost pierdut în timp ce ambarcațiunea era încă pe drum. Phobos 2 a ajuns la sistemul Marte în ianuarie 1989 și, după ce a transmis o cantitate mică de date și imagini, cu puțin timp înainte de a începe examinarea detaliată a suprafeței lui Phobos, sonda a încetat brusc transmisia din cauza defecțiunii computerului de bord sau a transmițătorului radio, care opera deja pe alimentarea de rezervă. Alte misiuni către Marte au colectat mai multe date, dar nu a fost efectuată nicio misiune dedicată de returnare a mostrei.
Agenția Spațială Rusă a lansat o misiune de întoarcere cu mostră de pe Phobos în noiembrie 2011, numită Fobos-Grunt. Capsula de întoarcere a inclus și un experiment de știință a vieții al Societății Planetare, numit Living Interplanetary Flight Experiment sau LIFE.  Un al doilea contributor la această misiune a fost Administrația Spațială Națională din China, care a furnizat un satelit de topografie numit „ Yinghuo-1 ”, care ar fi fost lansat pe orbită în jurul lui Marte și un sistem de măcinare și cernere a solului pentru sarcina utilă științifică a modulului de aterizare pe Phobos.    Cu toate acestea, după ce a atins o orbită geocentrică, sonda Fobos-Grunt nu a reușit să inițieze aprinderile ulterioare care ar fi trimis-o pe Marte. Încercările de a recupera sonda au eșuat și s-a prăbușit înapoi pe Pământ în ianuarie 2012. 
Pe 1 iulie 2020, un orbiter al lui Marte al Organizației Indiane de Cercetare Spațială a reușit să facă fotografii ale corpului de la 4.200 km distanță. 

### Misiuni luate în considerare
În 1997 și 1998, misiunea Aladdin a fost selectată ca finalist în cadrul Programului Discovery al NASA. Planul era să viziteze atât Phobos, cât și Deimos și să lanseze proiectile spre sateliți. Sonda ar colecta resturi în timp ce efectua un zbor lent (~1 km/s).  Aceste mostre aveau să fie returnate pe Pământ pentru studiu trei ani mai târziu.   Cercetatorul principal a fost Dr. Carle Pieters de la Universitatea Brown. Costul total al misiunii, inclusiv vehiculul de lansare și operațiunile, a fost de 247,7 milioane USD.  În cele din urmă, misiunea aleasă pentru a zbura a fost MESSENGER, o sondă către Mercur. 
În 2007, s-a raportat că filiala europeană aerospațială EADS Astrium a dezvoltat o misiune către Phobos ca demonstrator de tehnologie. Astrium a fost implicat în dezvoltarea unui plan al Agenției Spațiale Europene pentru o misiune de returnare a unei mostre de pe Marte, ca parte a programului Aurora al ESA, iar trimiterea unei misiuni către Phobos cu gravitația sa scăzută a fost văzută ca o bună oportunitate pentru testarea și demonstrarea tehnologiilor necesare pentru o eventuală misiune de întoarcere a unei mostre de pe Marte. Misiunea a fost preconizată să înceapă în 2016, urma să dureze trei ani. Compania plănuia să folosească o „navă-mamă”, care ar fi propulsată de un motor ionic, eliberând un lander pe suprafața lui Phobos. Dispozitivul de aterizare ar efectua unele teste și experimente, aduna mostre într-o capsulă, apoi ar urma să se întoarcă la nava-mamă și să se întorcă înapoi pe Pământ, unde mostrele vor fi aruncate pentru a fi recuperate la suprafață. 

### Misiuni propuse

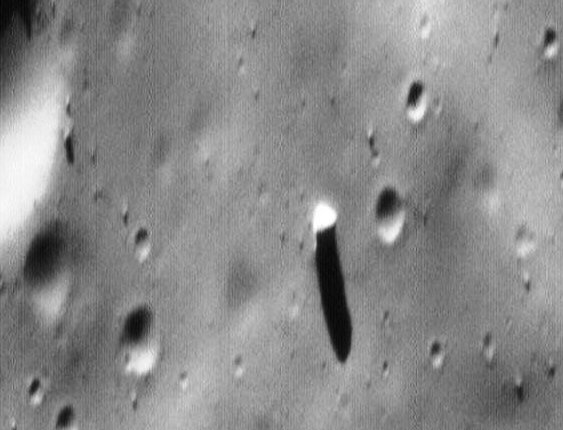
Monolitul Phobos (dreapta centrului) așa cum este văzut de Mars Global Surveyor (Imagine MOC 55103, 1998).

În 2007, Agenția Spațială Canadiană a finanțat un studiu al Optech și al Mars Institute pentru o misiune fără echipaj către Phobos, cunoscută sub numele de Phobos Reconnaissance and International Mars Exploration (PRIME). Un loc de aterizare propus pentru nava spațială PRIME este la „Monolitul Phobos”, un obiect proeminent lângă craterul Stickney.    Misiunea PRIME ar fi compusă dintr-un orbiter și un lander, iar fiecare ar avea 4 instrumente concepute pentru a studia diverse aspecte ale geologiei lui Phobos. 
În 2008, Centrul de Cercetare Glenn al NASA început să studieze o misiune de returnare a unei mostre de pe Phobos și Deimos care ar folosi propulsia electrică solară. Studiul a dat naștere conceptului de misiune „Hall”, o misiune de clasă New Frontiers aflată în studiu suplimentar începând cu 2010. 
Un alt concept al unei misiuni de returnare a mostre de pe Phobos și Deimos este OSIRIS-REx II, care ar folosi tehnologia moștenită din prima misiune OSIRIS-REx. 
Din ianuarie 2013, o nouă misiune Phobos Surveyor este în prezent în curs de dezvoltare de către Universitatea Stanford, Jet Propulsion Laboratory al NASA și Institutul de Tehnologie din Massachusetts.  Misiunea se află în prezent în faze de testare, iar echipa de la Stanford plănuiește să lanseze misiunea între 2023 și 2033. 
În martie 2014, a fost propusă o misiune de clasă Discovery pentru a plasa un orbiter pe orbită în jurul lui Marte până în 2021 pentru a-i studia pe Phobos și Deimos printr-o serie de zboruri apropiate. Misiunea se numește Phobos And Deimos & Mars Environment (PADME).    Alte două misiuni Phobos care au fost propuse pentru selecția Discovery 13 au inclus o misiune numită Merlin, care ar zbura pe lângă Deimos, dar de fapt orbita și ateriza pe Phobos, iar o alta este Pandora care i-ar orbita atât pe Deimos, cât și pe Phobos. 
Agenția Japoneză de Explorare Aerospațială (JAXA) a dezvăluit pe 9 iunie 2015 Martian Moons Exploration (MMX), o misiune de returnare a unei mostre care-l vizează pe Phobos.  MMX va ateriza și va colecta mostre de pe Phobos de mai multe ori, împreună cu efectuarea de observații din zbor ale lui Deimos și monitorizarea climei lui Marte. Folosind un mecanism de prelevare a probelor, nava spațială își propune să recupereze minimum 10 g de probe.  NASA, ESA, DLR și CNES  participă și ele la proiect și vor furniza instrumente științifice.   SUA va contribui cu spectrometrul cu raze gamma și neutroni (NGRS), iar Franța cu spectrometrul IR (NIRS4/MacrOmega).   Deși misiunea a fost selectată pentru implementare   și este acum dincolo de faza de propunere, aprobarea oficială a proiectului de către JAXA a fost amânată în urma accidentului Hitomi. Dezvoltarea și testarea componentelor cheie, inclusiv a eșantionerului, este în prezent în desfășurare. La data de 2017, MMX este programat să fie lansat în 2024 și se va întoarce pe Pământ cinci ani mai târziu.
Rusia intenționează să repete misiunea Fobos-Grunt la sfârșitul anilor 2020, iar Agenția Spațială Europeană evaluează o misiune de returnare de mostre pentru 2024 numită Phootprint.

### Misiuni umane

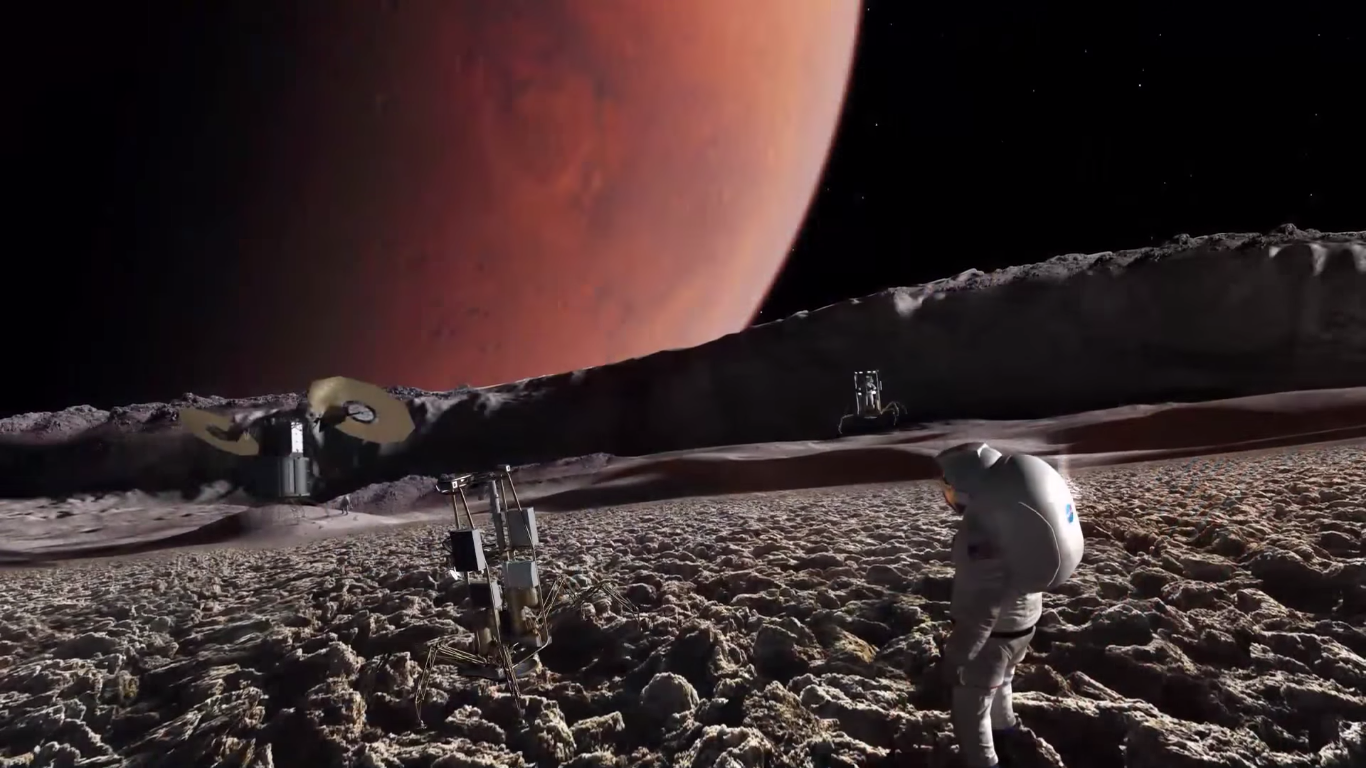
Concept NASA al unei misiuni umane pe Phobos

Phobos a fost propus ca o țintă timpurie pentru o misiune umană pe Marte. Teleoperarea cercetașilor robotici pe Marte de către oameni de pe Phobos ar putea fi efectuată fără întârzieri semnificative, iar preocupările legate de protecția planetei la începutul explorării lui Marte ar putea fi adreasate printr-o astfel de abordare.
Phobos a fost propus ca o țintă timpurie pentru o misiune cu echipaj pe Marte, deoarece o aterizare pe Phobos ar fi considerabil mai puțin dificilă și costisitoare decât o aterizare pe suprafața lui Marte. Un lander cu destinația Marte ar trebui să fie capabil să intre în atmosferă și să se întoarcă ulterior pe orbită fără nici-un sprijin sau fără a necesita crearea unor instalații de sprijin in situ. Un lander cu destinația Phobos ar putea fi bazat pe echipamente concepute pentru aterizările lunare și pe asteroizi. În plus, datorită gravitației foarte slabe a lui Phobos, un Δv necesar pentru a ateriza pe Phobos și a se întoarce este doar 80% din cel necesar pentru o călătorie către și de pe suprafața Lunii.
S-a propus că nisipurile de pe Phobos ar putea servi drept material valoros pentru aerofrânare în timpul unei aterizări pe Marte. O cantitate relativ mică de combustibil chimic adus de pe Pământ ar putea fi folosită pentru a ridica o cantitate mare dea nisip de la suprafața lui Phobos pe o orbită de transfer. Acest nisip ar putea fi eliberat în fața unei nave spațiale în timpul manevrei de coborâre provocând o densificare a atmosferei chiar în fața navei.
În timp ce explorarea umană a lui Phobos ar putea servi ca un catalizator pentru explorarea umană a lui Marte, ar putea fi valoroasă din punct de vedere științific în sine.

### Bază pentru un lift spațial
Phobos a fost propus ca o viitoare poziție pentru construcția unui lift spațial. Aceasta ar avea o pereche de ascensoare spațiale: unul care se extinde pe 6000 km de la partea cu fața spre Marte până la marginea atmosferei lui Marte, celălalt s-ar extinde la 6000 km de pe cealaltă parte. O navă spațială care se lansează de pe suprafața lui Marte către liftul spațial inferior ar avea nevoie doar de un Δv de 0,52 km/s, spre deosebire de cei peste 3,6 km/s necesari pentru lansarea pe o orbită joasă în jurul lui Marte. Nava spațială ar putea fi ridicată folosind energie electrică și apoi eliberată din liftul spațial superior cu o viteză hiperbolică de 2,6 km/s, suficientă pentru a ajunge pe Pământ și o fracțiune semnificativă din viteza necesară pentru a ajunge la centura de asteroizi. Lifturile spațiale ar putea funcționa și în sens invers pentru a ajuta navele spațiale să intre în sistemul marțian. Masa mare a lui Phobos înseamnă că orice forță din funcționarea liftului spațial ar avea un efect minim asupra orbitei sale. În plus, materialele din Phobos ar putea fi folosite pentru industria spațială.